# Raheem Edwards
Raheem Edwards (Toronto, 17 luglio 1995) è un calciatore canadese con cittadinanza statunitense, centrocampista del N.Y. Red Bulls.

## Caratteristiche tecniche
È un'ala sinistra.

## Carriera

### Club
Cresciuto nel Toronto FC e nello Sheridan Bruins, nel 2015 viene promosso nella seconda squadra del Toronto. Viene saltuariamente impiegato anche in prima squadra. Dal marzo 2017 viene definitivamente promosso in prima squadra.
Il 12 dicembre 2017, in occasione dell'Expansion Draft, viene scelto dal Los Angeles FC, per poi essere ceduto insieme a Jukka Raitala, al Montréal Impact in cambio di Laurent Ciman.
Il 7 gennaio 2022, dopo un anno passato al Los Angeles FC con cui colleziona 27 presenze, si trasferisce al LA Galaxy. Con i Galaxy rimane per due stagioni (2022 e 2023) con cui gioca 71 partite e realizza tre reti in due stagioni.
Il 12 dicembre 2023 torna al CF Montréal con cui ha disputato 28 partite nella stagione 2024.
Rimasto svincolato, il 30 gennaio 2025 viene ingaggiato dal N.Y. Red Bulls con cui ha firmato un contratto biennale con opzione di prolungamento per un ulteriore anno.

### Nazionale
Ha collezionato, fra il 2015 e il 2016, quattro presenze e due reti con la Nazionale Under-23. Ha debuttato in Nazionale maggiore il 13 giugno 2017, nell'amichevole Canada-Curaçao (2–1). Nel 2017 viene inserito nella lista dei convocati per la Gold Cup 2017.

## Statistiche
Statistiche aggiornate al 23 ottobre 2024.
| Stagione             | Squadra              | Campionato           | Campionato | Campionato | Coppe nazionali | Coppe nazionali | Coppe nazionali | Coppe continentali | Coppe continentali | Coppe continentali | Altre coppe | Altre coppe | Altre coppe | Totale | Totale |
| Stagione             | Squadra              | Comp                 | Pres       | Reti       | Comp            | Pres            | Reti            | Comp               | Pres               | Reti               | Comp        | Pres        | Reti        | Pres   | Reti   |
| -------------------- | -------------------- | -------------------- | ---------- | ---------- | --------------- | --------------- | --------------- | ------------------ | ------------------ | ------------------ | ----------- | ----------- | ----------- | ------ | ------ |
| 2015                 | Toronto FC II        | USL                  | 20         | 2          |                 | -               | -               |                    | -                  | -                  |             | -           | -           | 20     | 2      |
| 2016                 | Toronto FC           | MLS                  | 1          | 0          | CC              | 1               | 0               |                    | -                  | -                  |             | -           | -           | 2      | 0      |
| 2016                 | Toronto FC II        | USL                  | 19         | 6          |                 | -               | -               |                    | -                  | -                  |             | -           | -           | 19     | 6      |
| 2017                 | Toronto FC II        | USL                  | 1          | 0          |                 | -               | -               |                    | -                  | -                  |             | -           | -           | 1      | 0      |
| Totale Toronto FC II | Totale Toronto FC II | Totale Toronto FC II | 40         | 8          |                 | -               | -               |                    | -                  | -                  |             | -           | -           | 40     | 8      |
| 2017                 | Toronto FC           | MLS                  | 21+1       | 1          | CC              | 3               | 0               |                    | -                  | -                  |             | -           | -           | 25     | 1      |
| Totale Toronto FC    | Totale Toronto FC    | Totale Toronto FC    | 23         | 1          |                 | 4               | 0               |                    | -                  | -                  |             | -           | -           | 27     | 1      |
| mar.-lug. 2018       | Montréal Impact      | MLS                  | 11         | 2          | CC              | -               | -               |                    | -                  | -                  |             | -           | -           | 11     | 2      |
| lug.-dic. 2018       | Chicago Fire         | MLS                  | 13         | 1          | USOC            | 1               | 0               |                    | -                  | -                  |             | -           | -           | 14     | 1      |
| 2019                 | Chicago Fire         | MLS                  | 4          | 1          | USOC            | 1               | 0               |                    | -                  | -                  |             | -           | -           | 5      | 1      |
| Totale Chicago Fire  | Totale Chicago Fire  | Totale Chicago Fire  | 17         | 2          |                 | 2               | 0               |                    | -                  | -                  |             | -           | -           | 19     | 2      |
| 2020                 | Minnesota Utd        | MLS                  | 15         | 0          |                 | -               | -               |                    | -                  | -                  |             | -           | -           | 15     | 0      |
| 2021                 | Los Angeles FC       | MLS                  | 27         | 0          |                 | -               | -               |                    | -                  | -                  |             | -           | -           | 27     | 0      |
| 2022                 | LA Galaxy            | MLS                  | 30+2       | 1          | USOC            | 3               | 0               |                    | -                  | -                  | LC          | 2           | 0           | 37     | 1      |
| 2023                 | LA Galaxy            | MLS                  | 30         | 2          | USOC            | 3               | 0               |                    | -                  | -                  | LC          | 1           | 0           | 34     | 2      |
| Totale LA Galaxy     | Totale LA Galaxy     | Totale LA Galaxy     | 62         | 3          |                 | 6               | 0               |                    | -                  | -                  |             | 3           | 0           | 71     | 3      |
| 2024                 | CF Montréal          | MLS                  | 25+1       | 0          | CC              | 1               | 0               |                    | -                  | -                  | LC          | 1           | 0           | 28     | 0      |
| Totale CF Montreal   | Totale CF Montreal   | Totale CF Montreal   | 40         | 2          |                 | 1               | 0               |                    | -                  | -                  |             | 1           | 0           | 42     | 2      |
| 2025                 | N.Y. Red Bulls       | MLS                  | -          | -          | USOC            | -               | -               |                    | -                  | -                  | LC          | -           | -           | -      | -      |
| Totale carriera      | Totale carriera      | Totale carriera      | 221        | 16         |                 | 13              | 0               |                    | -                  | -                  | -           | 4           | 0           | 238    | 16     |

## Palmarès

### Club
- Canadian Championship: 2

Toronto FC: 2016, 2017
- MLS Supporters' Shield: 1

Toronto FC: 2017
- Campionato MLS: 1

Toronto FC: 2017